# Бедный богач
«Бедный богач» (итал. Un povero ricco) — итальянская комедия 1983 года режиссёра Паскуале Феста-Кампаниле.

## Сюжет
Богатый предприниматель Эудженио (Ренато Поццетто) страшится потерять своё состояние и оказаться банкротом. По совету врача-психолога, решает поменять свой привычный образ жизни и на время, для избавления от собственных страхов, стать бедняком. И в такой жизни он находит свои плюсы, но только до тех пор, пока он не знакомится с нищей красавицей Мартой (Орнелла Мути).

## Актёрский состав
- Орнелла Мути — Марта
- Ренато Поццетто — Эудженио
- Пьеро Маццарелла
- Патриция Фонтана
- Нанни Свампа
- Уго Грегоретти
- Антонио Марсина
- Джулио Массимини
- Массимо Бушеми
- Дино Кассио